# 達曼氏天竺鯛
達曼氏天天竺鯛（學名：Apogon dammermani），為輻鰭魚綱天竺鯛科天竺鯛屬下的一個種，分布於中西太平洋巴布亞紐幾內亞海域，棲息在礁石區，屬肉食性，夜行性，以小魚和甲殼類為食，繁殖期時，雄魚具有口孵習性，卵約7日化成仔魚，由雄魚吐出，具短暫的仔魚飄浮期。